# Đài quan sát Lomnický štít
Đài quan sát Lomnický štít (tiếng Slovakia: Observatórium Lomnický štít) là một đài quan sát thiên văn tọa lạc ở độ cao 2.632 mét so với mực nước biển, nằm trên đỉnh Lomnický štít ở High Tatras, thuộc địa phận vùng Prešov, Slovakia.

## Lịch sử
Tòa nhà đài quan sát được xây dựng từ năm 1957 đến năm 1962, là một tòa nhà riêng biệt kết nối với ga trên của cáp treo Tatranská Lomnica - Lomnický štít. Từ khi thành lập đến nay, đài quan sát được Viện Khí tượng Thủy văn Slovakia sử dụng để thực hiện các phép đo và quan sát khí tượng. Đài quan sát cũng trở thành nơi làm việc cố định của các nhà thiên văn học ở Viện Thiên văn trực thuộc Viện Hàn lâm Khoa học Slovakia từ năm 1964. Cả hai viện đều hợp tác với nhau vì đối tượng quan sát chính của cả hai viện là Mặt Trời.
Đài quan sát Lomnický Štít có một màn hình neutron của Khoa Vật lý Vũ trụ trực thuộc Viện Vật lý Thực nghiệm ở Košice. Thiết bị này đã hoạt động liên tục kể từ tháng 12 năm 1981. Vào năm 2011, máy đo phân cực đa kênh Coronal (CoMP-S) đã được lắp đặt trên một trong các máy đo quang tuyến, và hiện đang hoạt động thử nghiệm.